# Tropical (brasilianische Automarke)
Tropical war eine brasilianische Automarke.

## Markengeschichte
Ein Unternehmen aus Parnamirim begann Anfang der 1990er Jahre mit der Produktion von Automobilen. Der Markenname lautete Tropical. 1997 endete die Produktion.

## Fahrzeuge
Im Angebot standen VW-Buggies. Das erste Modell trug keinen Modellnamen. Es ähnelte den Fahrzeugen von Selvagem. Die offene Karosserie hatte keine Türen. Die Basis bildete ein Fahrgestell von Volkswagen do Brasil mit Heckmotor.
Darauf folgten der TR und der Top mit eigenen Rohrrahmen. Sie hatten eine Überrollvorrichtung hinter den vorderen Sitzen. Eckige Scheinwerfer waren in die Fahrzeugfront integriert.